# The Tallest Man on Earth
The Tallest Man on Earth (Leksand, Dalarna, 30 april 1983) is de artiestennaam van de Zweedse singer-songwriter Kristian Matsson. Matsson zingt tevens in een band, genaamd Montezumas.
In 2007 bracht Mattson zijn eerste ep uit. Op 5 maart 2008 bracht hij zijn eerste studioalbum uit in Zweden, genaamd Shallow Grave. Het album werd positief ontvangen en werd door Pitchfork gewaardeerd met een 8,3 op een schaal van 1 tot 10. Mattson trad in 2008 in de Verenigde Staten op met Bon Iver en in 2009 met John Vanderslice. In januari 2010 sloot hij een platencontract af bij het onafhankelijke platenlabel Dead Oceans.

## Discografie

### Albums
| Album met eventuele hitnotering(en) in de Nederlandse Album Top 100 | Datum van verschijnen | Datum van binnenkomst | Hoogste positie | Aantal weken | Opmerkingen |
| ------------------------------------------------------------------- | --------------------- | --------------------- | --------------- | ------------ | ----------- |
| The tallest man on earth                                            | 31-12-2006            | -                     |                 |              | ep          |
| Shallow grave                                                       | 05-03-2008            | -                     |                 |              |             |
| The Wild Hunt                                                       | 02-04-2010            | 11-09-2010            | 82              | 1            |             |
| Sometimes the blues is just a passing bird                          | 06-09-2010            | -                     |                 |              | ep          |
| There's no leaving now                                              | 08-06-2012            | 16-06-2012            | 40              | 4            |             |
| Dark bird is home                                                   | 12-05-2015            | 16-05-2015            | 40              | 5            |             |

| Album met hitnotering(en) in de Vlaamse Ultratop 200 albums | Datum van verschijnen | Datum van binnenkomst | Hoogste positie | Aantal weken | Opmerkingen |
| ----------------------------------------------------------- | --------------------- | --------------------- | --------------- | ------------ | ----------- |
| There's no leaving now                                      | 08-06-2012            | 23-06-2012            | 74              | 8            |             |